# 建瓯文庙
27°02′34″N 118°19′27″E / 27.04278°N 118.32417°E
建瓯文庙，即原建宁府学文庙，位于福建省建瓯市仓长路163号。现为福建省文物保护单位，建瓯市博物馆所在地。

## 历史
文庙初建年代不详，应追溯至北宋宝元年间建州立学时，当时学、庙分立。南宋建炎元年（1127年）毁于兵火，绍兴二年（1132年）重建时，府学合一。绍兴十四年（1144年）毁于水，之后屡毁屡修。明洪武三十四年（1401年），文庙又毁于火，永乐三年（1405年）重建时迁至今址。现存建筑为清同治八年（1869年）重建，光绪五年（1879年）建成。
中华人民共和国成立后，文庙遭受极大破坏，西侧的府学部分拆建医院，东侧的文庙也被占用。1985年，当地政府开始拨款重修大成殿、戟门及两庑，并重建棂星门。1991年，文庙被福建省人民政府公布为第三批省级文物保护单位。

## 建筑
文庙中轴线上依次为屏墙、棂星门、泮池、戟门、大成殿，殿前有两庑，组成封闭式院落。大成殿面阔五间，进深四间，重檐歇山顶。
庙内尚存明嘉靖年间浙江黄岩人符检摹唐吴道子绘孔子像碑刻，以及清康熙帝御碑一方。
- 东侧小门
- 建筑群东侧
- 大成殿东侧